# Zwerg-Kieleidechse
Die Zwerg-Kieleidechse (Algyroides fitzingeri), auch Tyrrhenische Kieleidechse genannt, ist eine Reptilien-Art aus der Familie der Echten Eidechsen (Lacertidae). Ihren wissenschaftlichen Namen erhielt sie zu Ehren des österreichischen Zoologen Leopold Fitzinger (1802–1884).

## Beschreibung
Die 12 bis 13 Zentimeter Gesamtlänge erreichende Zwerg-Kieleidechse ist eine der kleinsten Eidechsenarten überhaupt. Der Kopf ist abgeflacht, der Schwanz ist lang und kräftig. Der Rücken des schlank gebauten Tieres ist graubraun bis dunkelbraun, mitunter auch schwärzlich gefärbt. Die Schnauzenspitze ist bläulich und die Kehle weiß bis grau (häufig mit Flecken). Die Bauchseite besitzt einen gelblichen, orangen, bläulichen oder grauen Farbton. Wie alle Kieleidechsen weist die Art große rautenförmige und kräftig gekielte Rückenschuppen auf.

## Vorkommen
Die Verbreitung ist auf die Berge der Mittelmeerinseln Sardinien und Korsika beschränkt. Die sehr scheuen Eidechsen halten sich in steinigem deckungsreichem, aber nur schütter bewachsenem Gelände auf, gerne in Wassernähe. Plätze, die stark sonnenexponiert sind, werden von ihnen gemieden. Die Hauptaktivitätszeit liegt am Vor- und am Nachmittag. Zum Nahrungsspektrum gehören Insekten, Spinnen und Würmer.